# 道の駅ななもり清見
道の駅ななもり清見（みちのえき ななもりきよみ）は、岐阜県高山市清見町牧ケ洞にある国道158号の道の駅である。
駅名は、当駅周辺の地区の呼称が南北朝時代から伝わる「七杜」（ななもり）であったことに由来している。

## 施設
- 駐車場[4]
  - 普通車：89台[5]
  - 大型車：4台[5]
  - 身障者用：2台[5]
- トイレ（駐車場・トイレいずれも24時間利用可能）
  - 男：大 5器、小 8器
  - 女：11器
  - 身障者用：2器
- 情報コーナー
- 野菜直売所[5]
- レストラン「味彩七杜」[2]
- 売店「七杜」
- 軽食コーナー[2]

### 管理団体
- 設置者：高山市
- 指定管理者：牧ケ洞総合交流施設運営協議会[6]

## 営業時間・休業日
営業時間
- レストラン：11:00 - 16:00[5]（4月から11月15日まで）、11:00 - 15:30（11月16日から3月まで）
- 売店：9:00 - 17:00[5]（4月から11月15日まで）、9:00 - 16:00（11月16日から3月まで）
- 野菜直売所：9:00 - 17:00（4月）、8:00 - 17:00[5]（5月から11月15日まで）、9:00 - 16:00（11月16日から3月まで）

休業日
- 4月から12月まで：無休[5]
- 1月から3月まで：毎週木曜日（当該期間中は野菜直売所のみ全面休業）

## アクセス
- 国道158号 - 登録路線
- 中部縦貫自動車道（高山清見道路）高山西ICすぐ[2][3][4]。

## 周辺
- 高山市立清見中学校
- 岐阜県畜産研究所
  - 岐阜県畜産研究所飛騨牛研究部
- 高山市公文書館
- ひだ清見ラベンダー園
- 森林公園おおくら滝